# Hoplopleura vietnamensis
Hoplopleura vietnamensis är en insektsart som beskrevs av Blagoveshtchensky 1972. Hoplopleura vietnamensis ingår i släktet Hoplopleura och familjen gnagarlöss. Inga underarter finns listade i Catalogue of Life.